# 脇坂安村
脇坂 安村（わきざか やすむら）は、江戸時代前期から中期にかけての播磨国龍野藩の世嗣。官位は従五位下・市正。

## 略歴
明暦2年（1656年）、信濃飯田藩2代藩主・脇坂安政の嫡男として誕生。
寛文6年（1666年）に4代将軍・徳川家綱に御目見する。寛文10年（1670年）叙任されたが、延宝6年（1678年）9月13日に病弱を理由に廃嫡された。代わって、弟・安照が嫡子となった。天和2年（1682年）9月19日、父・安政に対して不敬があったとして若狭国小浜藩3代藩主・酒井忠隆に預けられる。
元禄14年（1701年）12月12日に赦免され、宝永3年（1706年）に死去。享年51。

## 系譜
- 父：脇坂安政（1633-1694）
- 母：松仙院 - 松平康映娘
- 正室：板倉重矩養女 - 高木正盛娘
- 生母不明の子女
  - 女子：脇坂安照養女 - 京極高之正室
  - 女子：戸田重澄正室